# Sint-Lievensmonstertoren
A Sint-Lievensmonstertoren (Szent Livus monostor tornya) a Zeeland tartománybeli Zierikzee város nevezetessége a 15. századból. Hollandia egyik legmagasabb tornya, a lapos holland alföldön és a tengerről is messziről kitűnik a tájból.

## Története
A helyi lakosok csak Kövér toronynak (Dikke Toren) nevezik. A 62 méter magas torony építését 1454-ben kezdték meg, és tervezett magasságának csak mintegy egyharmadáig jutottak, mielőtt 1510-ben anyagi nehézségek miatt felhagytak a további munkával. A torony a belgiumi Mechelen városában álló Szent Rumbold-katedrális (ami a valószínűleg tervezett 167 méteres magasságból 97 méterig jutott) ikertestvére lett volna, ugyanannak a Keldermans építész-dinasztiának a tagjai vezették a munkát. 
A hagyomány szerint a torony tervezett magassága 180–200 m volt, de a torony alapzatának méreteiből kiinduló modern kutatások is minimum 130 méterre teszik az eredeti elképzelések szerinti magasságot, amivel a maga korában a világ talán legmagasabb templomtornya lett volna. A legmagasabb hollandiai templomtorony az utrechti Szent Márton-katedrális akkor már álló, 112 méteres tornya. A zierikzeei torony alapjának területe 16x16 méter (a támpillérekkel együtt 24,5x24,5 méter). Az utrechti támpillér nélküli torony alapterülete 19,5x19,5 méter.

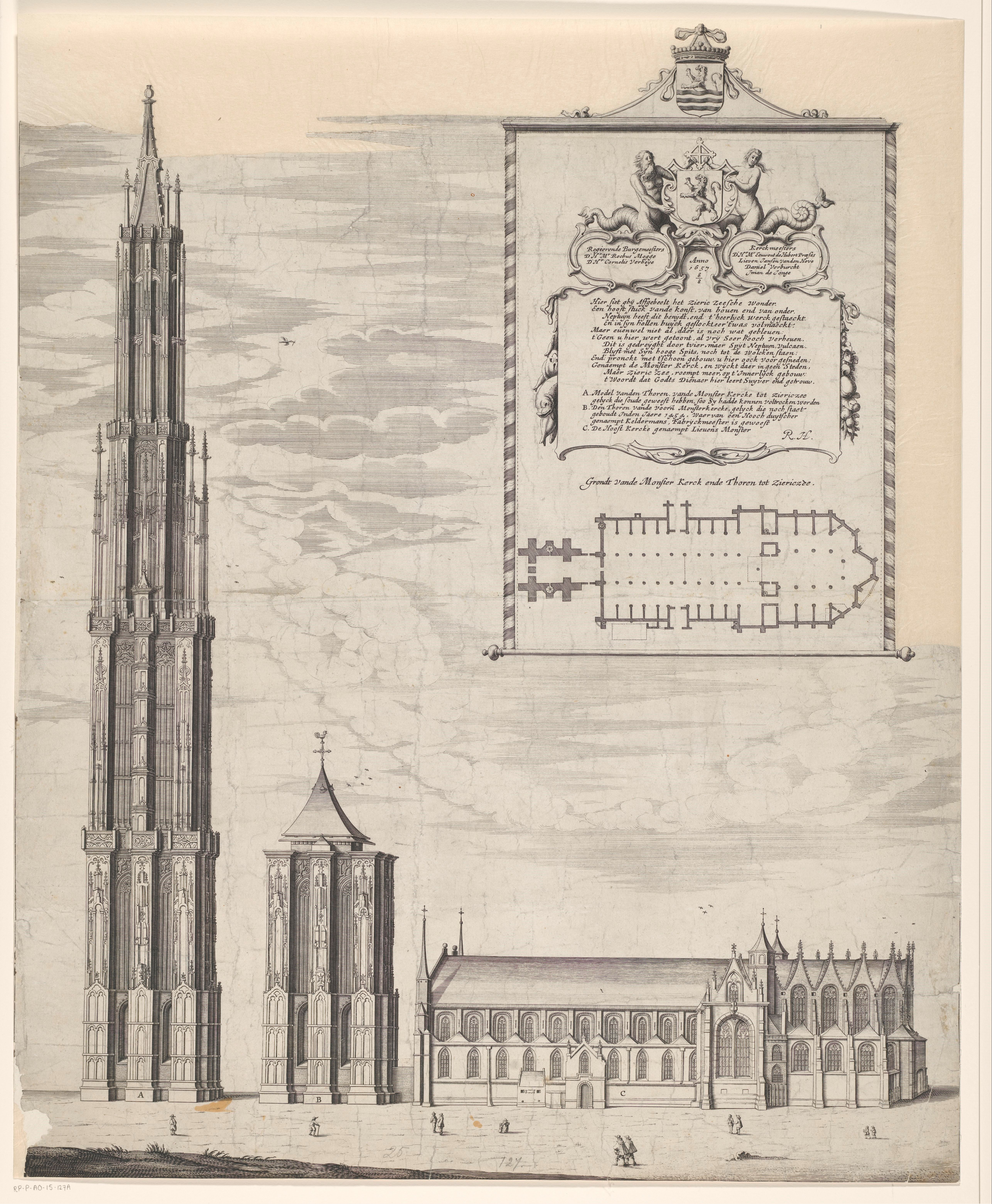
A tervezett torony, a megvalósult torony és a régi templom rajzon (1657)
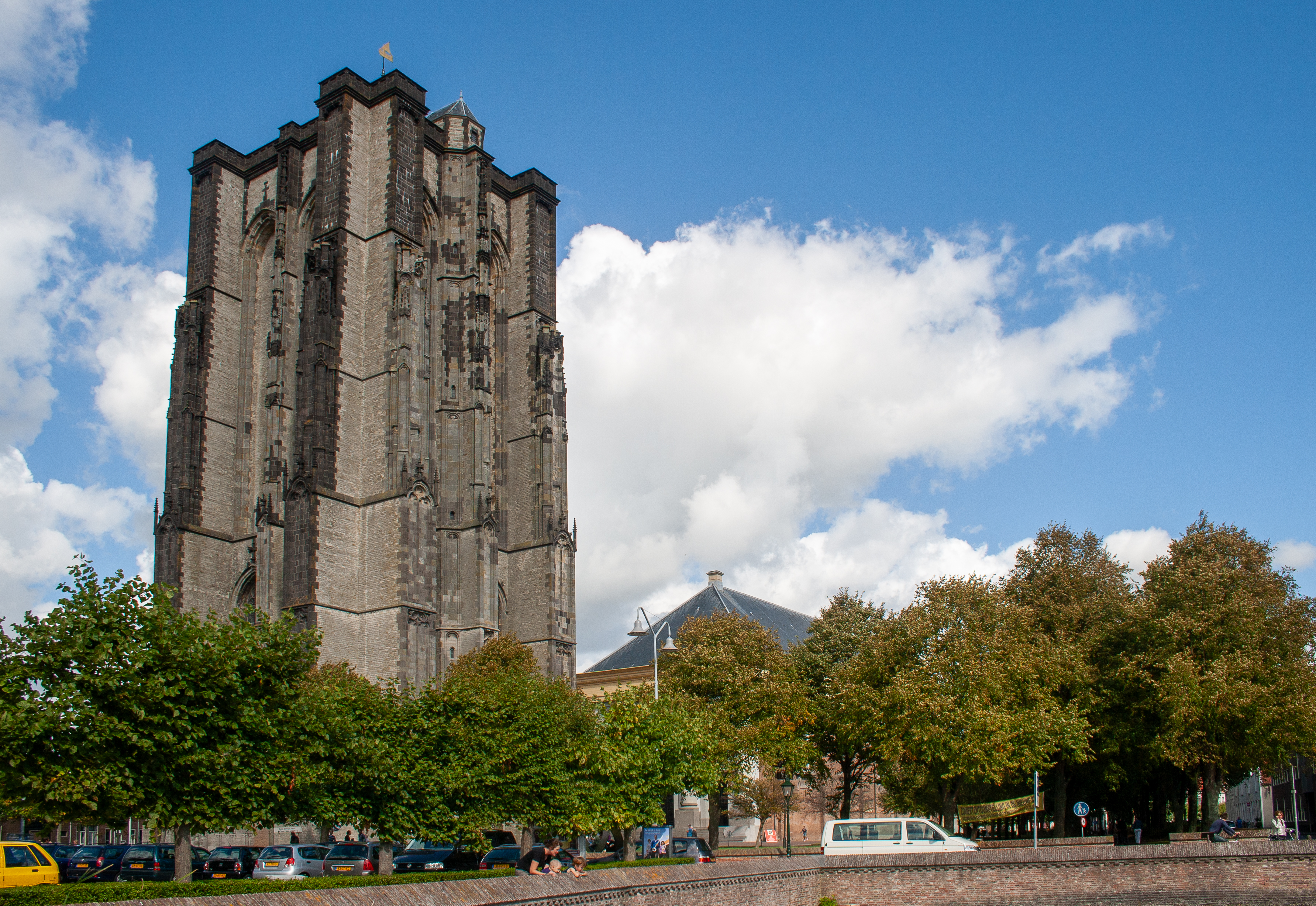
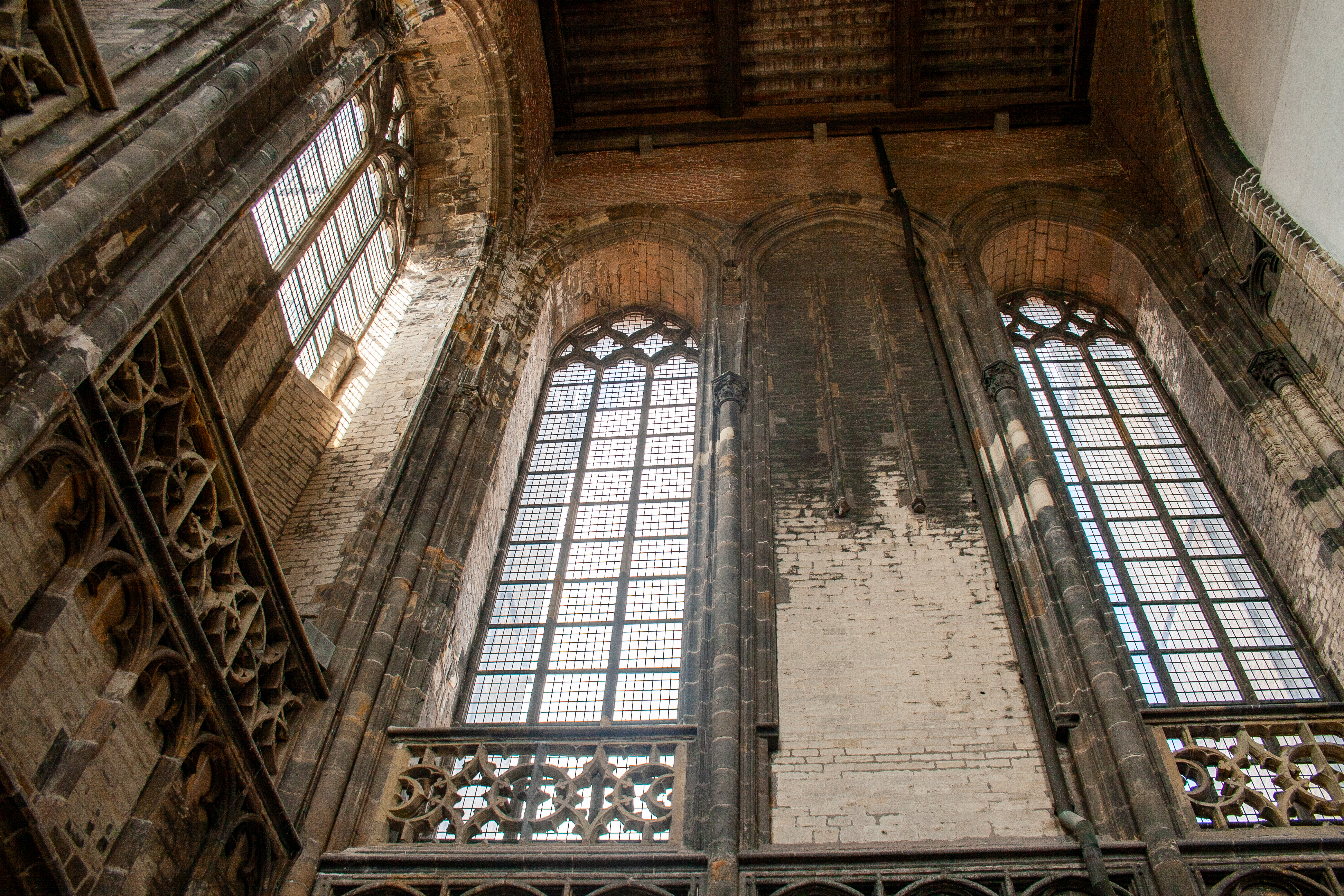
A torony belülről
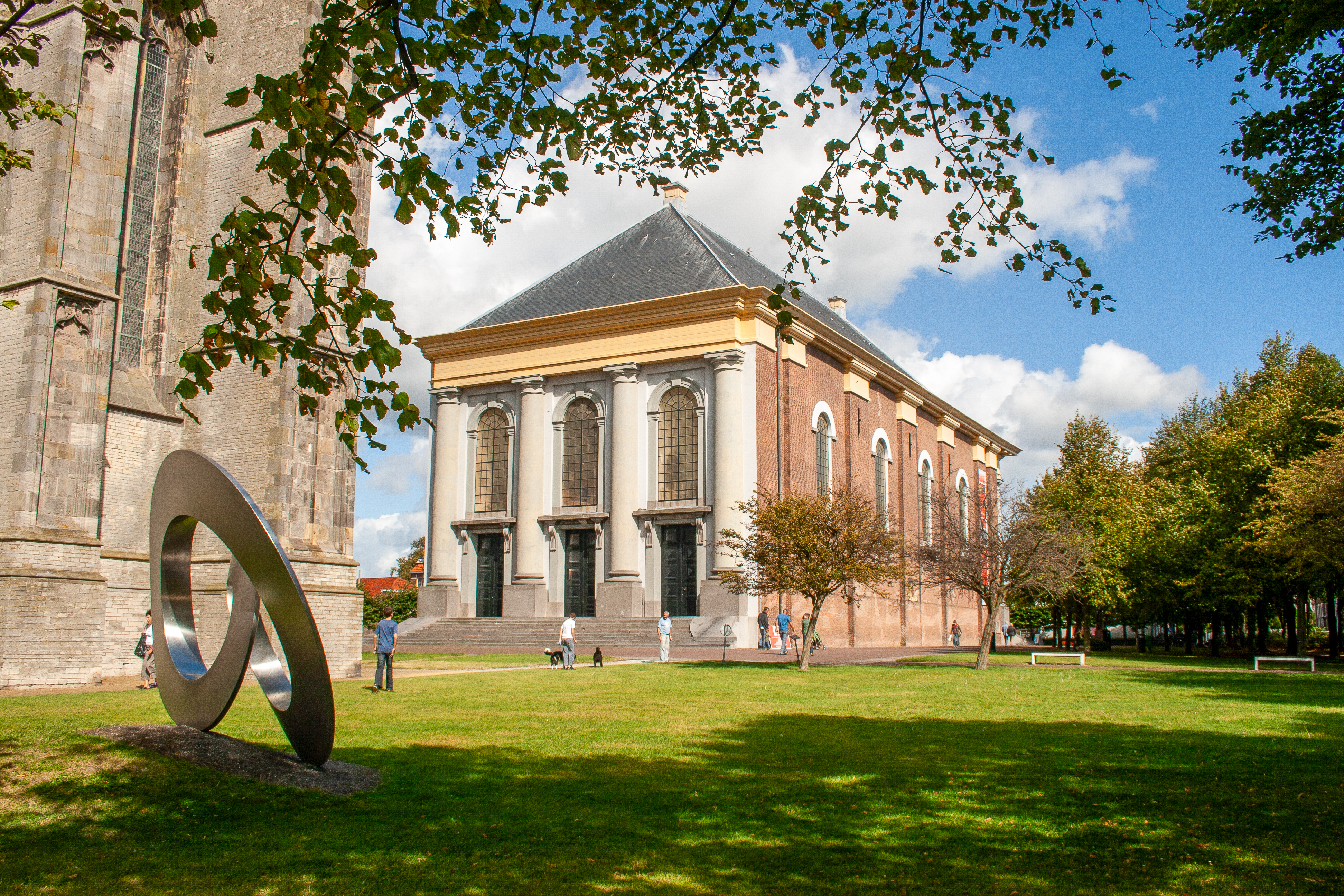
Az „új” templom a hatalmas torony tövében

A tornyot magától a templomtól építészetileg kissé különállva építették, hogy az alapozás ne tehessen kárt a templom épületében. Építőanyaga főleg tégla volt Dordrecht, Rotterdam és Gouda környékéről, több millió darabot építettek be. Kívülről nemes természetes kővel burkolták, nagyrészt Brüsszel környékén kitermelt brabanti fehér mészkővel.
A torony jelenlegi formáját körülbelül 30 év munkájával érte el, közben jelentősebb szünet is volt az 1466-ban pusztító városi tűzvész miatt. Az építkezést 1510 körül állították le a város súlyosbodó gazdasági nehézségei miatt. Az építkezésre költött összeg mintegy 100.000 arany gulden volt, hallatlanul magas összeg a korban. 
A befejezetlen tornyot végül „ideiglenesen” lezárták felül, tetejére óraházat építettek a 16. században. Idővel a torony sokat veszített eredeti szépségéből. Számos díszítés eltűnt, különösen a 18. században. A fából készült toronykoronát 1835-ben bontották le. 1839/1840-ben új tetőt építettek. Ezen kívül egy párkány és egy korlát került rá. A torony aljának tágas belső terét vallási szertartásokra is használták.
Zierikzee városa fokozatosan elvesztette a középkorban élvezett gazdasági erejét, így a torony fenntartása is nagy terhet jelentett a város tanácsának. Többször kezdeményezték a torony lebontását. Végül 1881-ben a torony az állam tulajdonába került. 1883–1897 között állami támogatással átfogó restaurálást végeztek. A támpilléreket részben eltávolították, a tetején lévő párkányt is megszüntették.
A második világháború alatt a németek megfigyelő állást alakítottak ki a torony tetején, emiatt a szövetségesek többször tűz alá vették azt.
1957–1972 között újból felújították az épületet. Ekkor cserélték ki a tetőt a jelenlegire, ami az egykori óraházra emlékeztet. A tetejére egy hajó alakú szélkakas került. A sérülékeny homokkő pótlására bazaltlávát használtak.
A korlátot is kicserélték, a támpillérek pedig visszaálltak eredeti magasságukba. A jellegzetes díszítéseket nagyrészt restaurálták, számos szobrász erőfeszítésének köszönhetően. 1976 óta áll a toronyban egy szobor, amely a 1304-ben a közelben lezajlott tengeri csatát ábrázolja.
A 2018. január 3-i vihar során egy csúcs leszakadt a toronyról.

## Kilátás a toronyból

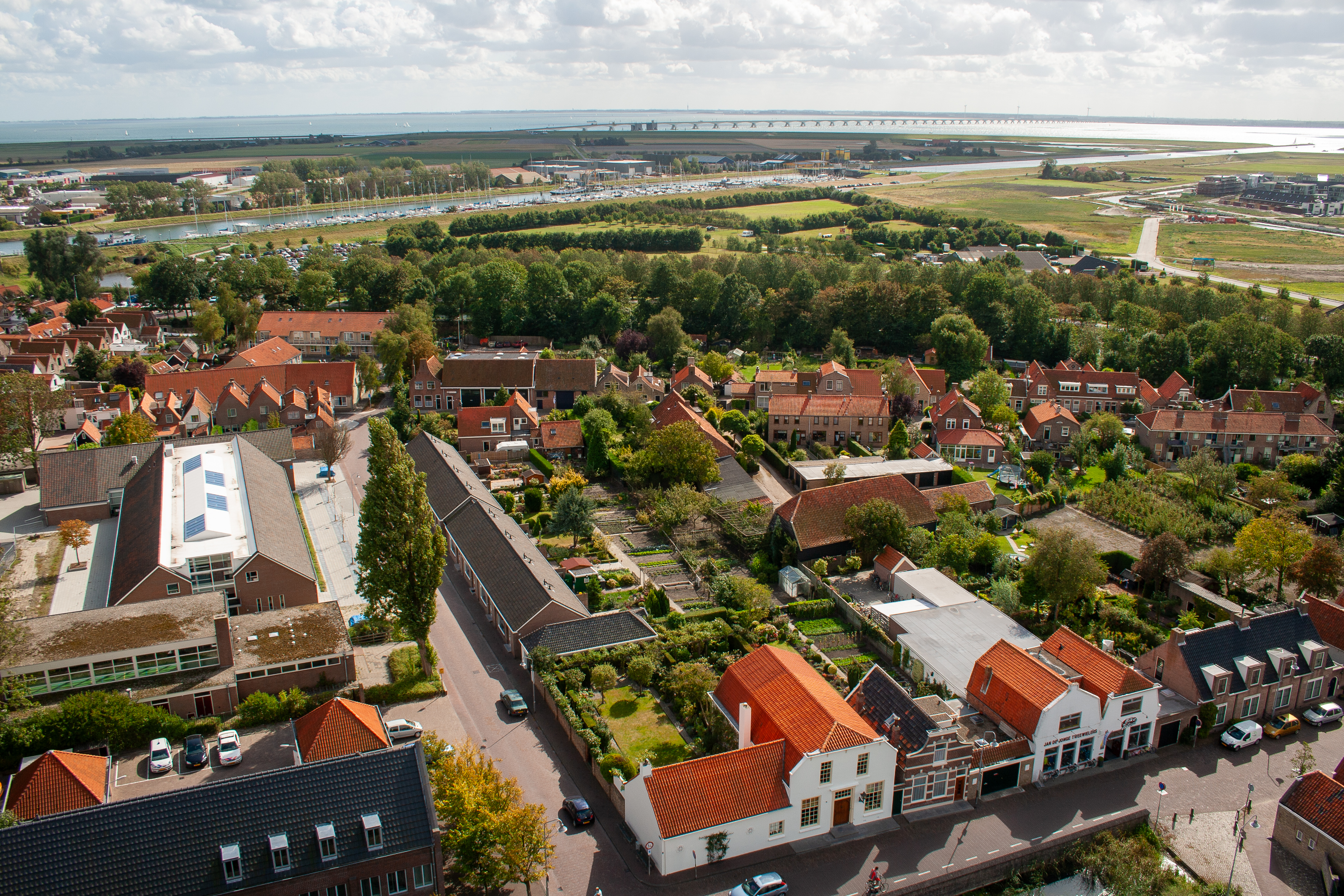
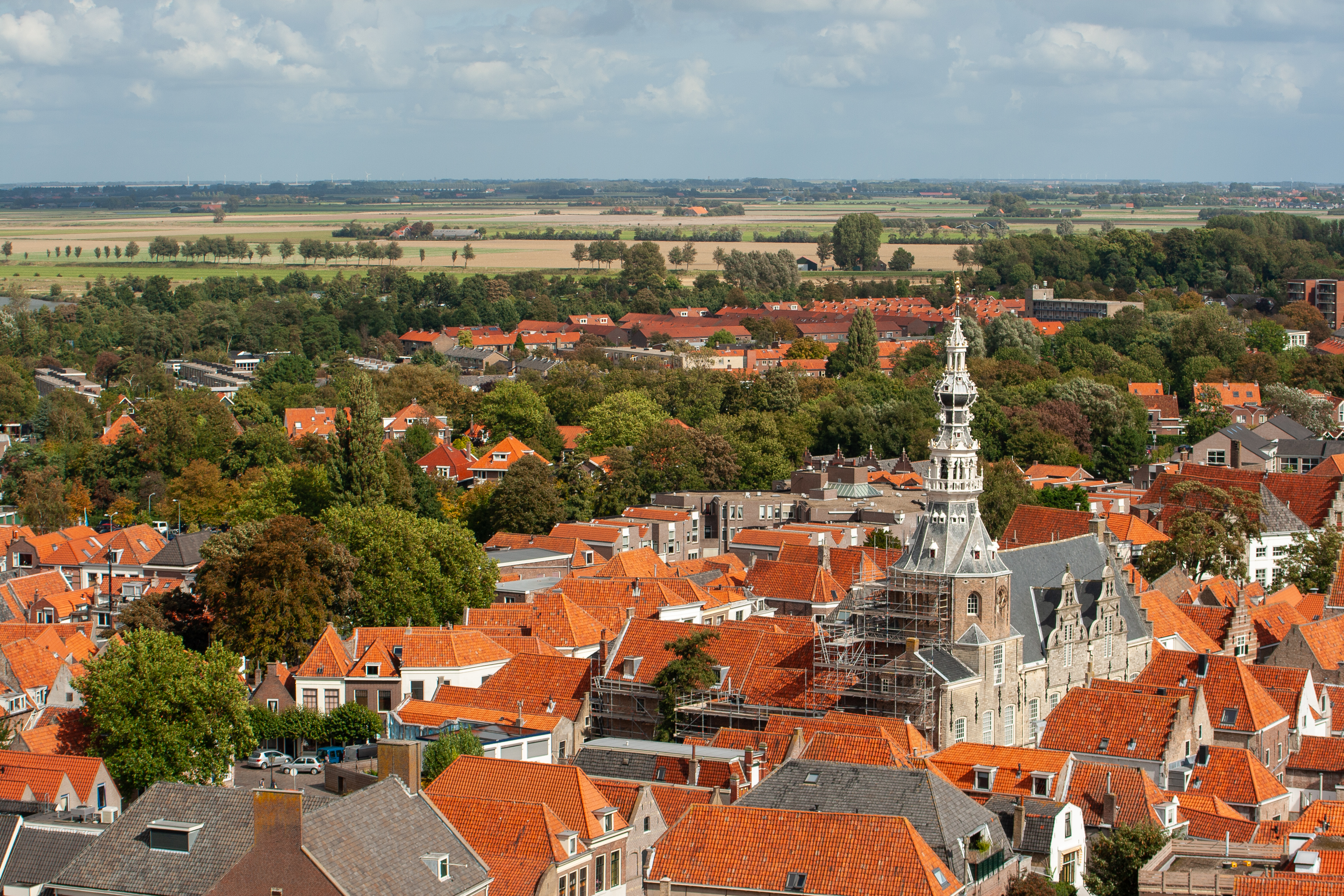
Középen a városháza
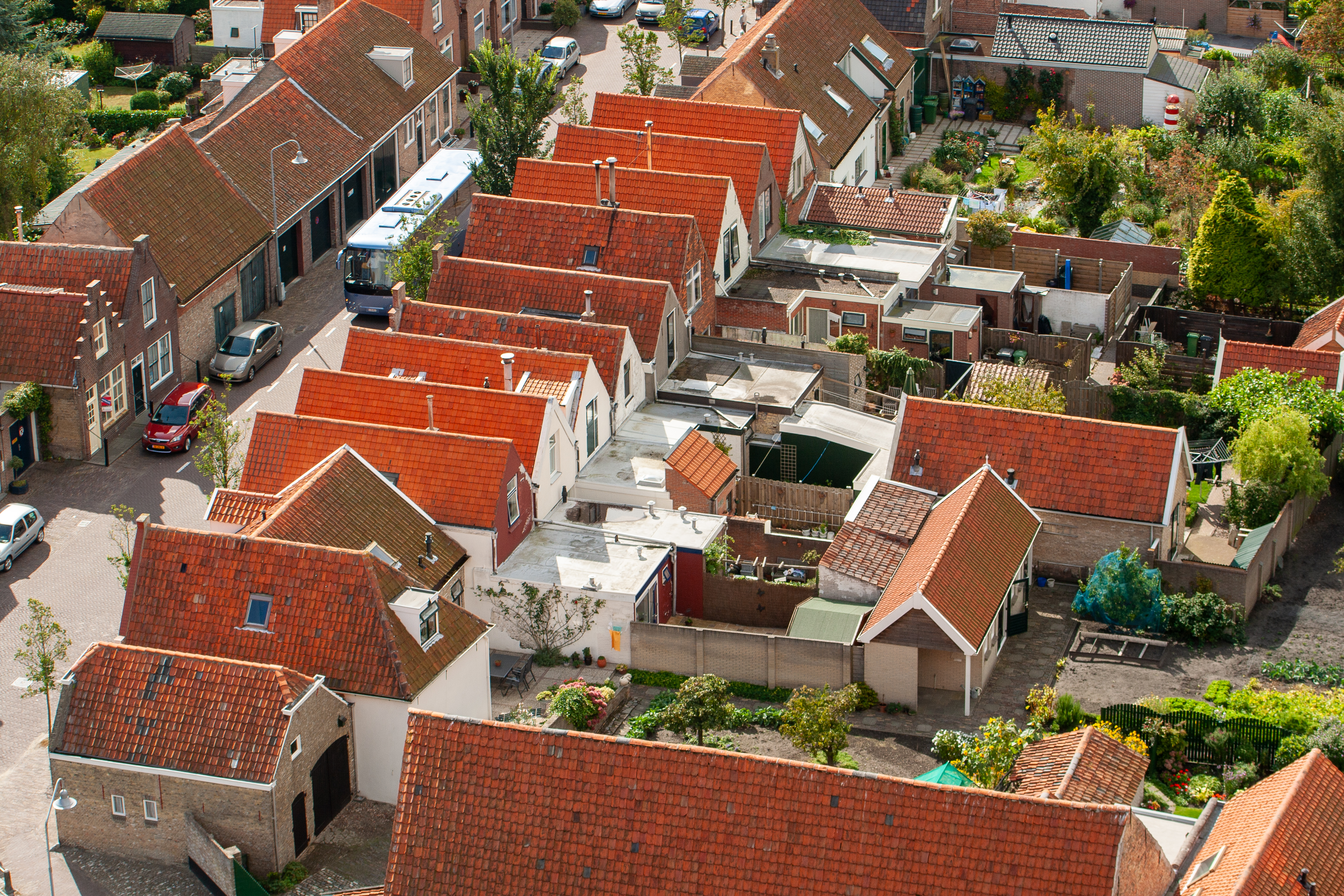
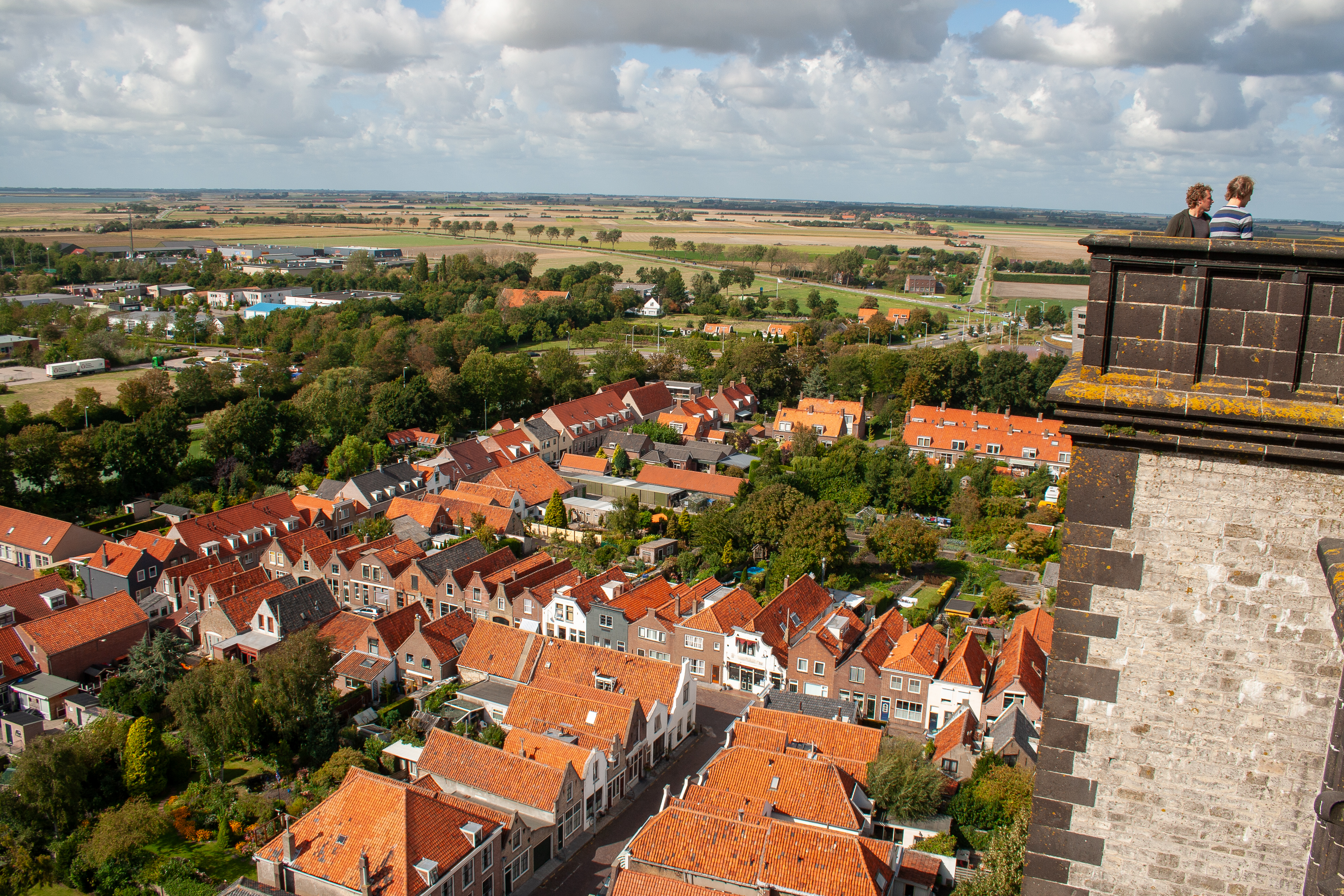

## Fordítás
- Ez a szócikk részben vagy egészben  a   Sint-Lievensmonstertoren című holland Wikipédia-szócikk ezen változatának fordításán alapul.  Az eredeti cikk szerkesztőit annak laptörténete sorolja fel. Ez a jelzés csupán a megfogalmazás eredetét és a szerzői jogokat jelzi, nem szolgál a cikkben szereplő információk forrásmegjelöléseként.